# Jeanne (cratère)
Pour les articles homonymes, voir Jeanne.
Jeanne est un cratère d'impact de 19 kilomètres de diamètre situé sur Vénus.